# شث خلنجاني
شث خلنجاني (الاسم العلمي:Dodonaea ericoides) هو نوع من النباتات يتبع جنس الشث من الفصيلة الصابونية.
سمي هذا النوع نسبةً إلى نبات الخلنج.